# Jörg Jaksche

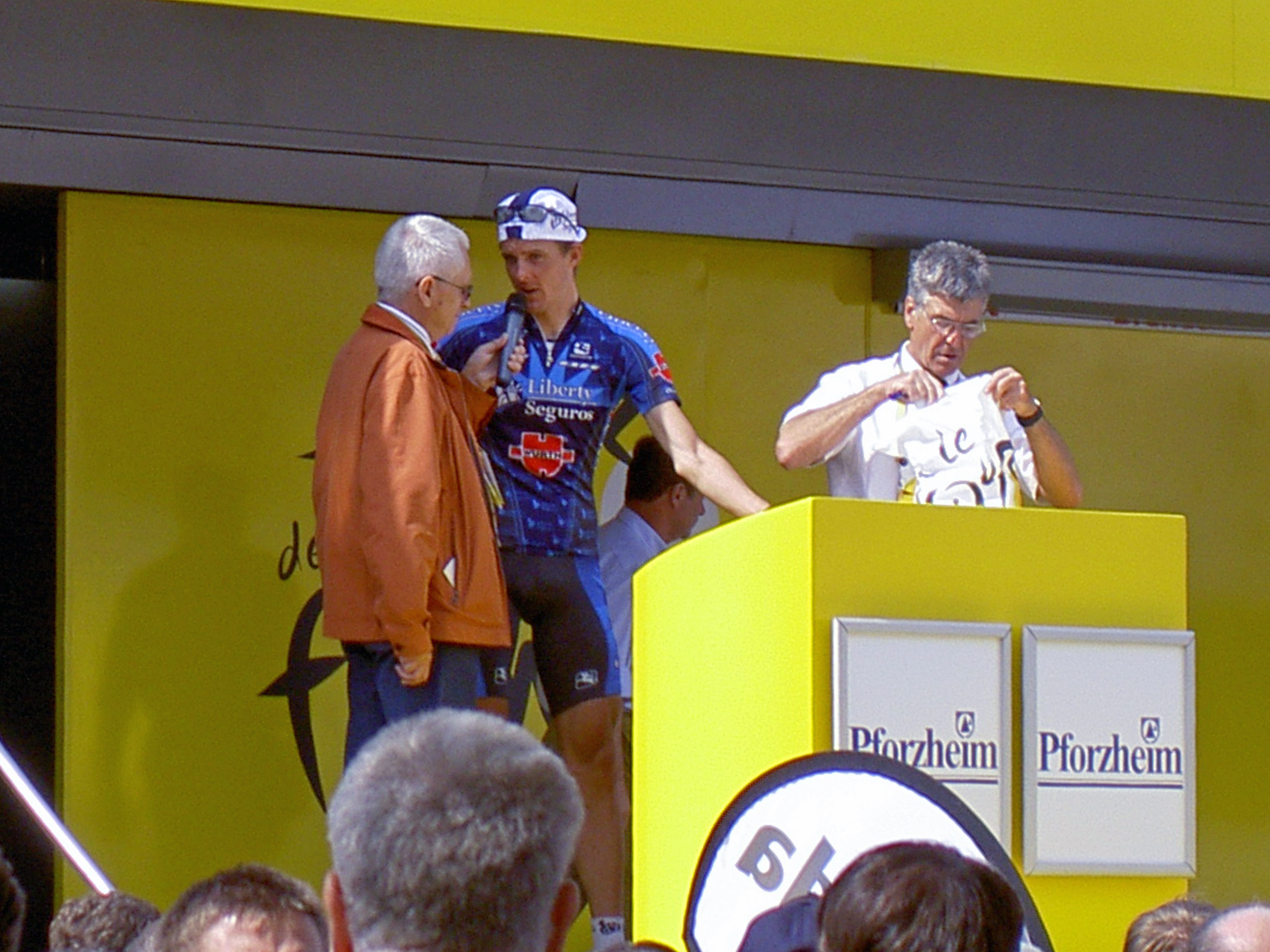
Tour de France 2005

Jörg Jaksche (* 23. Juli 1976 in Fürth) ist ein ehemaliger deutscher Radrennfahrer, der als Kronzeuge Doping während seiner Karriere zugab.

## Sportliche Erfolge
Jaksche begann 1989 mit dem Radsport, nachdem ihm sein Vater ein Rennrad geschenkt hatte. Er bestritt im April 1989 sein erstes Rennen, schon als Mitglied des Vereins RSG Ansbach. Jörg Jaksche konnte einen Titel als Deutscher Meister erringen, als er 1994 die Meisterschaft der Junioren gewann. Auch einen Weltmeistertitel gewann er. 1997 eroberte er den Titel des Militär-Weltmeisters im Straßenrennen.
Er wurde 1997 Profi beim italienischen Radsportteam Polti. Im Folgejahr belegte er bei der durch die Festina-Affäre überschatteten Tour de France 1998 begünstigt durch den Ausstieg der spanischen Mannschaften den 18. Platz.
Nachdem Jaksche 1999 und 2000 für das Team Telekom (vgl. Dopingskandal Team Telekom) gefahren war, wechselte er 2001 in das ONCE-Team (später unter dem Namen Liberty Seguros) des – wie später bekannt wurde – in den Dopingskandal Fuentes verwickelten Managers Manolo Saiz. Er fuhr für dieses Team bis 2003 und ab dem Jahr 2005 bis 2007. 2004 fuhr er beim Team CSC von Teammanager Bjarne Riis, welcher später zugab, während seiner Karriere gedopt zu haben. Bei der Tour de France 2001 trug er fünf Tage das Weiße Trikot für den besten Nachwuchsfahrer. Jaksches erfolgreichstes Jahr als Radprofi war die Saison 2004, in der er die Gesamtwertungen der Etappenrennen Mittelmeer-Rundfahrt und Paris-Nizza gewann.

## Dopinggeständnis
Jörg Jaksche gehört zu den Radprofis, die im Mai 2006 in den Dopingskandal Fuentes um den Gynäkologen Eufemiano Fuentes verwickelt waren. Nachdem er zunächst jede Beteiligung bestritten hatte, gestand Jaksche dem Nachrichtenmagazin Der Spiegel Ende Juni 2007, unter Anleitung seiner Betreuer und Ärzte jahrelang gedopt zu haben. Er habe – als Teil eines verbreiteten Systems – 1997 mit der Einnahme von EPO begonnen und sich ab 2005 als Kunde von Eufemiano Fuentes verbotenen Eigenbluttherapien unterzogen. Jaksche sagte in diesem Interview weiter, dass er bei der Aufklärung der „Puerto“-Affäre helfen und dadurch eine kürzere Sperre für sich bewirken wolle.
Er hoffe auf eine Anwendung der Kronzeugenregelung und zeige sich nun kooperativ, nachdem er in der Woche zuvor vom Bund Deutscher Radfahrer von der Startliste zu den deutschen Straßen-Meisterschaften in Wiesbaden gestrichen worden war. Im Herbst 2007 erklärte Jörg Jaksche, Bjarne Riis habe ihm mit „massiven Konsequenzen“ gedroht, falls Jaksche bei seiner Doping-Beichte Namen nenne. Der Däne wollte angeblich „dafür sorgen, dass Jaksche niemals in den Radsport zurückkomme“.

## Rücktritt und Comebackversuche
Am 25. April 2008 verkündete Jörg Jaksche seinen Rücktritt aus dem Radsport. Dies geschah, nachdem er eine Absage des Team Milram bekam. 2008 war er während der Tour de France als Kolumnist für Spiegel Online tätig.
Am 29. November 2008 wurde bekannt, dass Jaksche beim italienischen Continental Team Cinelli-OPD sein Comeback beginnen wollte, allerdings erhielt dieses Team keine Lizenz für die Saison 2009.
Anfang 2011 plante Jaksche ein Comeback beim Team Christina Watches-Onfone. Nach den im Frühjahr 2011 bekannt gewordenen Dopingvorfällen von Riccardo Ricco und Patrik Sinkewitz äußerte Jaksche die Auffassung, „dass sich doch nichts geändert hat in der Radsportszene“. Er sagte dem Team Christina Watches-Onfone ab und verzichtete auf ein Comeback.

## Erfolge
2002
- Mannschaftszeitfahren Katalonien-Rundfahrt

2004
- Gesamtwertung und eine Etappe Mittelmeer-Rundfahrt
- Gesamtwertung und eine Etappe Paris-Nizza

2007
- Gesamtwertung und eine Etappe Circuit de Lorraine

## Grand-Tour-Platzierungen
| Grand Tour            | 1998 | 1999 | 2000 | 2001 | 2002 | 2003 | 2004 | 2005 |
| --------------------- | ---- | ---- | ---- | ---- | ---- | ---- | ---- | ---- |
| Giro d’ItaliaGiro     | –    | –    | –    | –    | –    | –    | –    | –    |
| Tour de FranceTour    | 18   | 80   | –    | 29   | 31   | 17   | –    | 16   |
| Vuelta a EspañaVuelta | –    | 35   | –    | DNF  | DNF  | 129  | 44   | –    |